# Помни Имя Своё (группа)
Помни Имя Своё — российская музыкальная группа, играющая в стиле акустический дарк-фолк.
Отличительная и узнаваемая черта этого проекта — проникновенный и глубокий женский вокал в сочетании с фортепиано и аккордеоном. Помни Имя Своё преодолевает и вбирает разные традиционные и современные жанры: от классической музыки черпает академичность и сосредоточенность исполнения, от французского шансона — драматичность и умение в текст одной песни вместить целую историю и жизнь, от русской народной музыки — мелодизм и протяжность, от дарквейва — атмосферность. Минимализм, эмоциональность и акцент на преподнесение смысла стихотворения — это точки опоры музыкального коллектива, нередко использующего за основу для песен стихи таких поэтов как Сергей Есенин, Александр Вертинский, Эдуардо Карранса, Дмитрий Качмар, Владимир Ток.
С 2014 года группа дает акустические концерты в Москве и Санкт-Петербурге.

## Название
Название группы Помни Имя Своё появилось благодаря легенде о манкуртах, описанной в романе Чингиза Айтматова «И дольше века длится день».

## Состав
- Ксения — вокал
- Станислав — фортепиано
- Мария — аккордеон

## Дискография
2014 — «Птицы»
1. Птицы
2. Кто я (на стихи С. Есенина)
3. Есть одна хорошая песня у соловушки (на стихи С. Есенина)
4. Гори, звезда моя, не падай (на стихи С. Есенина)
5. Я усталым таким еще не был (на стихи С. Есенина)
6. Уход
7. То, что я должен сказать (на стихи А. Вертинского)
8. Я всегда был за тех, кому горше и хуже (на стихи А. Вертинского)

2016 — «Небо и Камень»
1. Будет петь холодный одинокий ветер
2. Оленье Солнце (на стихи Э. Карранса)
3. Снится (на стихи Р. Рождественского, Д. Качмара)
4. Гой ты, Русь (на стихи С. Есенина)
5. Райские Яблоки (на стихи В. Высоцкого)
6. Синее небо
7. Жестокость
8. Колыбельная
9. Северный ветер
10. Синий цвет (bonus track; на стихи Н. Бараташвили)

2017 — «Иные»
1. Слепые блуждают ночью (на стихи И. Бродского)
2. Мамино море (на стихи В. Тока)
3. Мы теперь уходим понемногу (на стихи С. Есенина)
4. Мы будем жить
5. Моя Революция
6. Иные (на стихи О. Скороходовой)
7. Вслушайся в меня, как в дождь (на стихи О. Паса)
8. Реквием (стихи Р. Рождественского)
9. Там, где нас нет

2019 — «Имярек»
1. Улетаем, кричали птицы
2. Русская песня
3. Это не я
4. Ни завтра, ни сегодня, никогда
5. Из-за синих гор
6. Стань мне ближе
7. Имярек (на стихи Ю. Левитанского)
8. Океан
9. Голос безмолвия

2020 — «Я нем»
1. Когда в наш мир придёт зима
2. Не камень
3. Перезвоню
4. Южный ветер
5. В комнате тихо
6. Спой мне, Гамаюн
7. Девять лун
8. Письмо
9. Смотри
10. Я нем

2023 — «Ночь. Метель»
1. Ночь. Метель
2. Любить тебя как будто в прорубь...
3. Стикс
4. Небо такое синее
5. Я ловил её между строк
6. Снежинки
7. Я родился однажды
8. Путь
9. Бабочки
10. Медленно падал снег

## Обзоры
1. Альбом месяца. Помни Имя Свое. Обзоры. STIGMATA (3 октября 2015). Дата обращения: 28 ноября 2016. Архивировано из оригинала 29 ноября 2016 года.
2. Михайлова, М. Музыка урагана. Помни Имя Свое. Районы / Кварталы (16 марта 2016).
3. Contra: Vėjopatis, Autoisolation, Remember Your Name & Uncapitals Tour (англ.) (недоступная ссылка — история). Far From Moscow (19 октября 2015).
4. A Broader Expanse: Aya with Us, Ne Tvoe Delo, ÁGNI & Pomni Imya Svoe (англ.) (недоступная ссылка — история). Far From Moscow (23 июня 2016).
5. Ромашин, Ю. Чувства в форме музыки. Русский блогер (17 декабря 2016).
6. Remember Your Name (Помни Имя Свое): "Other People" (Иные) (англ.) (недоступная ссылка — история) (7 октября 2017).